# 滝ノ上温泉
滝ノ上温泉（たきのうえ／たきのかみおんせん）は岩手県岩手郡雫石町西根にある温泉。

## 泉質
源泉による
- 瀧上温泉 含硫化水素酸性放射能泉 56℃ pH3.0（滝峡荘）
- 第二鳥越湯 単純硫黄泉 74℃ pH5.6（滝観荘）

## 温泉街
2010年代には一時、全ての宿泊施設が休業となったが、2019年に滝観荘（りゅうかんそう）がゲストハウスとして再開した。
2022年（令和4年）には同一の経営者により対岸の滝峡荘（りゅうきょうそう）がリニューアルし、当面宿泊は滝観荘のみとなっていたが、2023年（令和5年）夏から2つの宿泊施設として復活した。
なお滝ノ上温泉の上流には、葛根田地熱発電所がある。

## 歴史
発見年代は不明であるが1683年(天和3年)に葛根田川上流の北白沢入り口で赤土の採鉱願いが出されていること、また滝の上温泉の奥地に「金堀」と呼ばれる金山の開発された跡があることから、天和の頃には一部の人には知られていたが、険峻な奥地の谷間にあたるため捨て置かれたものと考えられる。
2008年4月20日に県道で土砂崩れが発生し通行止めとなり、旅館が営業休止した。同年6月下旬から営業を再開した。
「滝ノ上」の読み方には「たきのうえ」「たきのかみ」の両論があり混在しているが、「たきのうえ」を用いる傾向が強まっている。

## 由来
滝ノ上温泉付近一帯は地熱地帯で、葛根田渓谷のいたるところで温泉が自噴しており、白煙が上がっている。湧出量も多く、川を湯の川に変えて下流の絶壁から滝となって落下する「鳥越の滝(古くは鳥声の滝)」と呼ばれる滝がある。この滝の上にあることから、本来は「たきのうえ」温泉と言われた。この滝から上流の白沢にかけて山中温泉が多く、山の形や湯の湧きは「剣の如く、塩の如く、油の如く種々ありて、山中の形、田名辺ウソリ山(恐山)の如し」と言われた。